# Frederick Maddison
Pour les articles homonymes, voir Maddison.
Frederick Brunning Maddison, né le 22 juillet 1849 à Londres et mort le 25 septembre 1907 à Berlin en Allemagne, est un footballeur anglais.
Il remporte deux coupes d'Angleterre en 1874 avec Oxford University et en 1876 avec le Wanderers Football Club. Il est sélectionné en équipe d'Angleterre de football pour le tout premier match international officiel de l'histoire en octobre 1872.
Maddison a exercé avec son épouse le métier d'éditeur de musique. Il est ainsi proche du compositeur français Gabriel Fauré.

## Biographie
Frederick Maddison naît à Londres. Il porte alors le nom de Frederick Patey Chappell. Il suit sa scolarité au Marlborough Royal Free Grammar School avant de rejoindre Oxford où il est membre du Brasenose College.
En 1876, Maddison devient juge et est appelé à la barre. Mais en 1884 il demande à être déchargé de ses fonctions et commence à pratiquer en tant qu'avocat.
Le 14 avril 1883, il épouse Katharine Mary Adela Tindal à Christ Church, dans Lancaster Gate à Londres. Le couple a deux enfants Diana Marion Adela et Noel Cecil Guy nés respectivement en 1886 et 1888. Son épouse est une compositrice. Elle publie sous le nom de Adela Maddison.
Autour de 1894, le couple joue un rôle majeur auprès de Gabriel Fauré en encourageant et en facilitant son entrée dans la scène musicale londonienne. Frederick Maddison travaille alors pour une société éditrice de musique, Metzler, qui obtient le contrat de publication des œuvres de Fauré de 1896 à 1901. Fauré est un ami de la famille. Il passe des vacances en 1896 dans leur résidence de famille à Saint-Lunaire en Bretagne. À partir de 1898 Maddison et son épouse se séparent. Elle part vivre à Paris où elle aurait eu une liaison romantique avec Fauré.
Frederick Maddison meurt le 25 septembre 1907 au Moabit Hospital à Berlin en Allemagne.

### Carrière dans le football
Frederick Maddison, alors joueur d'Oxford University, dispute le 25 février 1871 sous les couleurs écossaises le troisième match international officieux de l'histoire. Il joue la rencontre sous le pseudonyme de « F. Maclean » .
Maddison acquiert sa seule cape en équipe d'Angleterre de football lors du tout premier match international officiel de l'histoire le 30 novembre 1872. Il joue milieu gauche dans l'équipe d'Angleterre qui affronte l'Écosse.
En février 1873, il officialise son changement de patronyme (beaucoup de comptes rendus de matchs le nomment alors Frederick Chappell-Maddison). Il joue dans l'équipe d'Oxford qui atteint la finale de la deuxième Coupe d'Angleterre de football et qui affronte le grand club de l'époque, le Wanderers Football Club. Oxford perd la partie sur le score de deux buts à zéro.
L'année suivante, Oxford atteint une nouvelle fois la finale de la Coupe d'Angleterre. Maddison joue cette fois sur le flanc droit du milieu de terrain. Son équipe est cette fois victorieuse du Royal Engineers Association Football Club sur le score de 2-0. Maddison est directement impliqué dans le deuxième but de son équipe en association avec Cuthbert Ottaway et Robert Vidal, mettant à défaut la défense des Engineers et transmettant le ballon à Frederick Patton qui propulse la balle dans les buts.
En 1875, il quitte le club d'Oxford et s'engage pour les Wanderers. Il avait déjà joué quelques matchs amicaux pour l'équipe de Charles Alcock, mais son engagement en compétition officielle date de 1875. Les Wanderers remportent avec Maddison la finale de la Coupe d'Angleterre 1876, mais avec quelques difficultés : la finale se termine sur un score de parité 1-1 contre Old Etonians. Un match d'appui est organisé une semaine plus tard, les Wanderers ne ratent pas l'occasion de s'imposer largement 3-0.
Maddison joue ensuite pour le club amateur de Crystal Palace puis pour le Civil Service FC.

## Palmarès
Oxford University
- Vainqueur de la Coupe d'Angleterre en 1874
- Finaliste de la Coupe d'Angleterre en 1873

Wanderers FC
- Vainqueur de la Coupe d'Angleterre en 1876